# Ерлікозавр
Ерлікозавр (лат. Erlikosaurus; букв. «Ящір — Ерлік») — рід ящеротазових динозаврів пізнього крейдяного періоду, що належить до родини теризинозавридів. Його викопні рештки (череп і деякі постчерепні фрагменти) були знайдені в монгольському геологічному формуванні Баянширеї, у відкладеннях віком 80 млн років тому.
Типовий вид Е. andrewsi був описаний А. Перлее в 1980 р. Його назва походить від імен тюрко-монгольського божества смерті Ерліка і прізвища палеонтолога Р. Ч. Ендрюса. У той час це був єдиний відомий теризинозаврид, череп якого був виявлений (тоді його вважали сегнозавром). Це допомогло пролити світло на загадкову і маловивчену групу динозаврів.

## Опис
Ерлікозавр належав до родини теризинозавридів — незвичайної групи тероподів, які їли рослини замість м'яса, і мали таз, подібний до птахотазових динозаврів. Крім того, як і у птахотазових, його щелепи являли собою кістяний дзьоб, придатний для живлення рослинами. Наразі відомо, що деякі теризинозавриди були пернатими, тому ймовірно, що ерлікозавр теж був покритий пір'ям.
Ерлікозавр мав «тонкі» кігті на лапах, призначення яких неясне. На основі фрагментарного скелетного матеріалу, довжина дорослого ерлікозавра була оцінена в 6 м. Ерлікозавр міг бути більш «полегшеним», ніж його близький родич сегнозавр.

## Класифікація

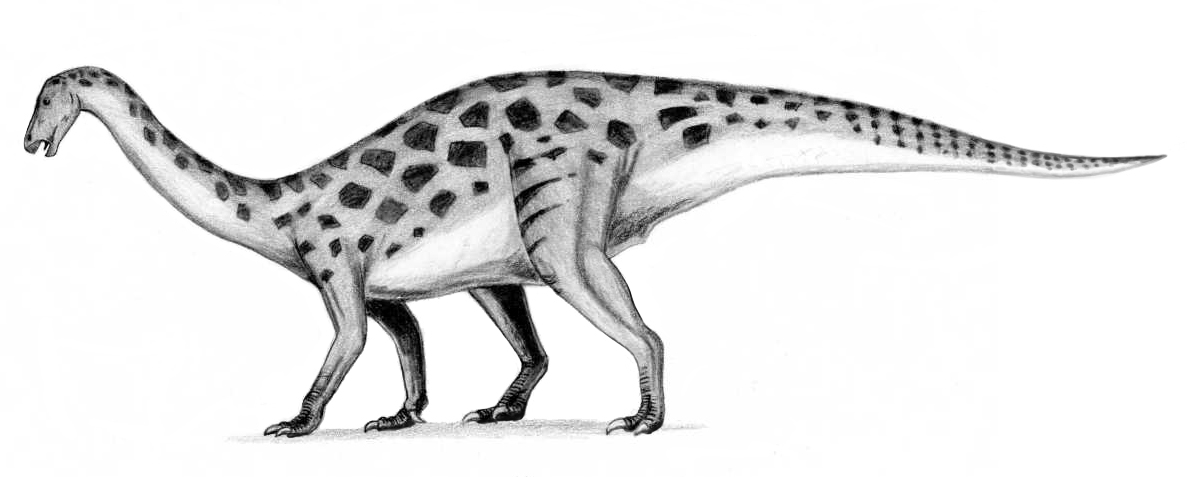
Зображення представляють застарілі уявлення про ерлікозавра як про зауропода

Деякі науковці припускають, що ерлікозавр — те ж саме тварина, що і енігмозавр, оскільки останній був знайдений у тій же геологічній формації, і відомий тільки по частині стегна.
Однак, оскільки енігмозавр не настільки нагадує сегнозавра, наскільки це можна було б очікувати від ерлікозавра, енігмозавр і ерлікозавр як і раніше вважаються окремими родами.